# Italian International 2008
Die Italian International 2008 im Badminton fanden vom 9. Dezember bis zum 12. Dezember 2008 in Rom statt.

## Sieger und Platzierte
| Disziplin    | Gold                            | Silber                             | Bronze                                |
| ------------ | ------------------------------- | ---------------------------------- | ------------------------------------- |
| Herreneinzel | Wong Choong Hann                | Stanislav Pukhov                   | Ville Lång                            |
| Herreneinzel | Wong Choong Hann                | Stanislav Pukhov                   | Matthieu Lo Ying Ping                 |
| Dameneinzel  | Juliane Schenk                  | Larisa Griga                       | Elizabeth Cann                        |
| Dameneinzel  | Juliane Schenk                  | Larisa Griga                       | Jill Pittard                          |
| Herrendoppel | Kristof Hopp Johannes Schöttler | Chen Hung-ling Lin Yu-lang         | Ruud Bosch Koen Ridder                |
| Herrendoppel | Kristof Hopp Johannes Schöttler | Chen Hung-ling Lin Yu-lang         | Wouter Claes Frédéric Mawet           |
| Damendoppel  | Valeria Sorokina Nina Vislova   | Emelie Lennartsson Emma Wengberg   | Patty Stolzenbach Yik-Man Wong        |
| Damendoppel  | Valeria Sorokina Nina Vislova   | Emelie Lennartsson Emma Wengberg   | Annekatrin Lillie Birgit Overzier     |
| Mixed        | Vitaliy Durkin Nina Vislova     | Johannes Schöttler Birgit Overzier | Ruben Gordown Khosadalina Bing Xin Xu |
| Mixed        | Vitaliy Durkin Nina Vislova     | Johannes Schöttler Birgit Overzier | Chen Hung-ling Hsieh Pei-chen         |